# Trizogeniates bicolor
Trizogeniates bicolor är en skalbaggsart som beskrevs av Ohaus 1917. Trizogeniates bicolor ingår i släktet Trizogeniates och familjen Rutelidae. Inga underarter finns listade i Catalogue of Life.